# V. S. Ramachandran

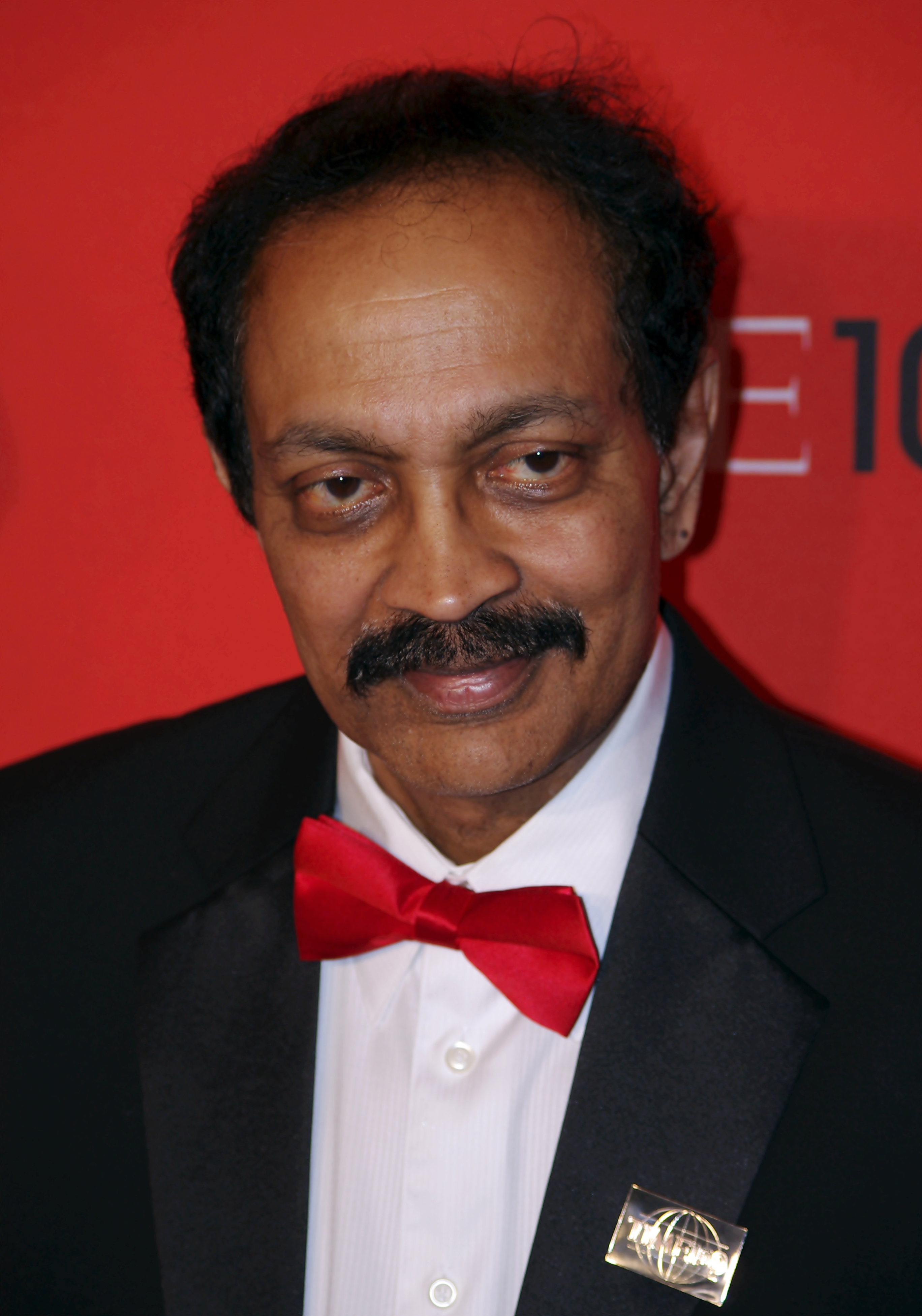
Ramachandran (2011)

Vilayanur Subramanian Ramachandran (* 10. August 1951 in Madras, Indien) ist ein indischer, in den USA arbeitender Neurowissenschaftler.

## Biographie
V. S. Ramachandran wurde 1951 als Sohn einer indischen Diplomaten- und Gelehrtenfamilie in Indien geboren. Er schloss ein Medizinstudium 1974 am Stanley Medical College in Madras (Indien) ab. Zu diesem Zeitpunkt lagen seine Interessen in der Chirurgie. Seinen Doktor-Grad erhielt er 1978 an der Universität Cambridge, wo er unter der Leitung von David Whitteridge humane Psychophysik und Neurophysiologie studierte.
Seit 1998 hat er eine Professur am Lehrstuhl für Psychologie und Neurowissenschaft der University of California, San Diego inne, wo er auch am Salk Institute lehrt. Zudem leitet er das Center for Brain and Cognition.
Aus seiner Ehe mit Diane Rogers-Ramachandran gingen zwei Söhne hervor.
2007 wurde ihm der Padma Bhushan verliehen.
Er lebt zurzeit in San Diego, Kalifornien.

## Forschungsgebiete
Die Interessen Ramachandrans liegen auf dem Gebiet der Neuropsychologie. Er beschäftigte sich unter anderem mit dem Capgras-Syndrom, dem Phantomschmerz, der Synästhesie, dem Neglect und der Anosognosie. Ramachandran erfand die Spiegeltherapie zur Linderung von Phantomschmerzen, bei der sich durch das simple Spiegeln einer gesunden Gliedmaße für den Patienten die (scheinbare) Möglichkeit ergibt, die amputierte Gliedmaße zum Beispiel aus einer imaginären unbequemen, schmerzhaften in eine angenehmere Position zu bewegen. Er gilt mit William Hirstein als ein Schöpfer der Neuroästhetik, indem er 1991 acht, später zehn neurologisch basierte Regeln oder Gesetze für gute, anziehende (bildende) Kunst aufstellte (Übertreibung ins Extreme, Gruppieren des Zusammenpassenden, Kontrast, Isolation, Aha-Effekt, Symmetrie, Perspektive, Wiederholung, Balance, Metapher). Aufsehen erregten Ramachandrans Arbeiten zur Schläfenlappen-Epilepsie, in denen er im Gehirn ein „Gott-Modul“ verortete (siehe auch: Neurotheologie). Er veröffentlichte mehrere populärwissenschaftliche Bücher, von denen einige in deutscher Sprache erschienen sind. Durch seine spannend erklärende Erzählweise hat er für die Neurologie einen ähnlichen Stellenwert als Aufklärer wie Oliver Sacks.

## Rezeption
Seine neuroästhetischen Gesetze stießen auf den Widerspruch von Experten für Ästhetik, da sie keineswegs alle Formen von Kunstwerken erfassten, so z. B. John Hyman (Oxford) oder Philipp Hübl.
Für Hannah Lühmann stellte sich nach der Lektüre des Buches Die Frau, die Töne sehen konnte, die Frage: „Was ist eigentlich so schwer daran, ein unterhaltsames Buch über die eigene neurowissenschaftliche Forschung zu schreiben, ohne so zu tun, als könnte sie Gott, Welt, Kunst und roten Lippenstift erklären?“ Lühmann bemängelte: „In Ramachandrans Buch wimmelt es von Formulierungen, die jedem Biologielehrer die Haare zu Berge stehen lassen würden, kämen sie von einem seiner Unterstufenschüler.“ Das Wesen seines Buches sei „eigentlich ein zutiefst antiaufklärerisches, augenwischerisches.“

## Veröffentlichungen (Auswahl)
- Vilayanur S. Ramachandran, Sandra Blakeslee: Phantoms in the brain: probing the mysteries of the human mind. William Morrow, An Imprint of Harper Collins Publishers, New York 1999, ISBN 0-688-15247-3.
  - deutsch: Vilaynur S. Ramachandran, Sandra Blakeslee: Die blinde Frau, die sehen kann: Rätselhafte Phänomene unseres Bewusstseins. 5. Auflage. Rowohlt Tb., Reinbek 2013, ISBN 978-3-499-61381-4.
- Hrsg.: The Encyclopedia of the Human Brain. 4 Bde., Amsterdam 2002, ISBN 0-12-227210-2.
- The Emerging Mind. BBC - Radio 4 - Reith Lectures, 2003, abgerufen am 28. April 2025 (englisch, ISBN 1-86197-303-9).
  - deutsch: Eine kurze Reise durch Geist und Gehirn. Rowohlt, 2005, ISBN 3-499-61987-3.
- V. S. Ramachandran: A Brief Tour of Human Consciousness. From Impostor Poodles to Purple Numbers. Plume, 2005, ISBN 0-13-187278-8.
- The Tell-Tale Brain: A Neuroscientist's Quest for What Makes Us Human, 2011, ISBN 978-0-393-07782-7.
- „The Tell-tale Brain“. Unlocking the Mystery of Human Nature. Windmill, 2012, ISBN 978-0-09-953759-5.
  - Vilayanur S. Ramachandran, Hainer Kober: Die Frau, die Töne sehen konnte: über den Zusammenhang von Geist und Gehirn. Rowohlt, Reinbek bei Hamburg 2013, ISBN 978-3-498-05794-7.
- Chefhrsg.: The Encyclopedia of Human Behavior, 4 Bde., Elsevier, 2. Aufl., 2012, ISBN 978-0-12-375000-6.